# Ostia Antica

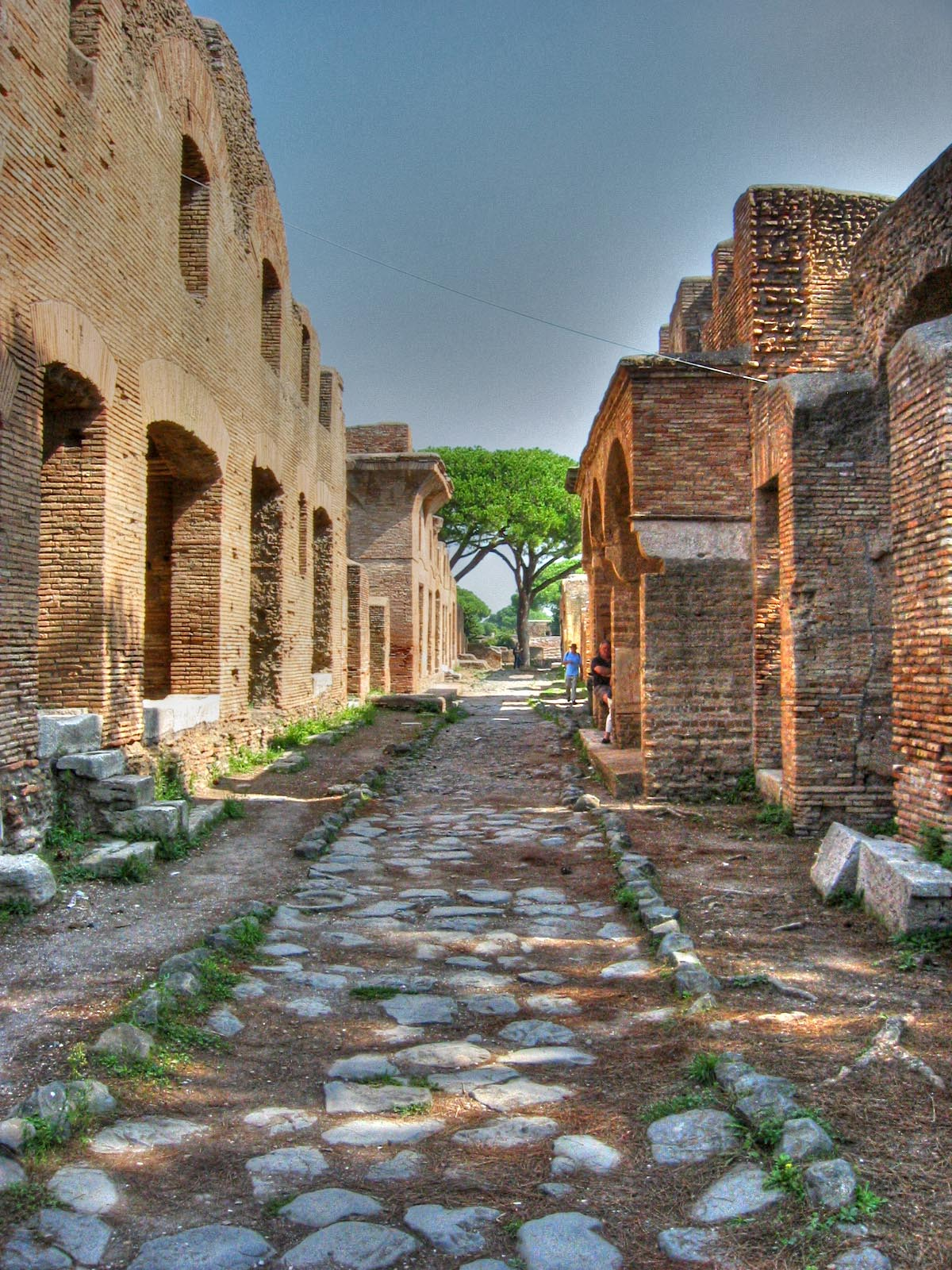
De Via della Casa di Diana - van de appartementsgebouwen staan nog twee verdiepingen overeind.

Ostia was in de Romeinse tijd de havenplaats van Rome. De stad is grotendeels bewaard en opgegraven, en is een van de best bewaarde Romeinse steden in Italië. De opgravingen liggen bij het moderne plaatsje Ostia, dat met onder andere de moderne badplaats Lido di Ostia deel uitmaakt van de gemeente Rome aan de monding van de Tiber. De naam is afgeleid van het Latijnse woord ostium, riviermonding. In 2020 heeft de Europese Unie deze archeologische plaats erkend als Europees cultureel erfgoed.

## Ligging
De ruïnes van het Romeinse Ostia, Ostia Antica, liggen aan de rivier de Tiber, zo’n 30 km ten westen van Rome. Vroeger lag de stad aan zee, maar door verzanding ligt hij nu enkele kilometers van de Tyrreense Zee verwijderd. De Tiber liep vroeger langs de hele noordrand van de stad, maar doordat de rivierloop zich tijdens een sterke vloed in november 1557 heeft verlegd, stroomt hij nu nog slechts langs een deel ervan. De stad was met Rome verbonden door de Tiber en door een weg, de Via Ostiensis.

## Geschiedenis

### Vroegste geschiedenis
Volgens de schriftelijke overleveringen (van onder andere Ennius, Livius en Cicero) is Ostia gesticht door de vierde koning van Rome, Ancus Martius (640-616 v.Chr.). Eusebius geeft zelfs een precies jaar: 620 v.Chr.. Waarschijnlijk was er al eerder bewoning op deze plek, omdat de Tibermonding geschikt was voor het aanleggen van zoutpannen voor de zoutwinning. Mogelijk was Ostia aan het eind van de zevende eeuw en in de zesde eeuw v.Chr. de handelshaven (emporium) van Rome, toen Rome werd geregeerd door Etruskische koningen. Archeologische vondsten uit de vroegste periode ontbreken echter tot nu toe. Na de verdrijving van de laatste Etruskische koning uit Rome in 509 v.Chr. kwam de rechteroever van de Tiber onder de heerschappij van de Etruskische stad Veii.

### Romeinse tijd

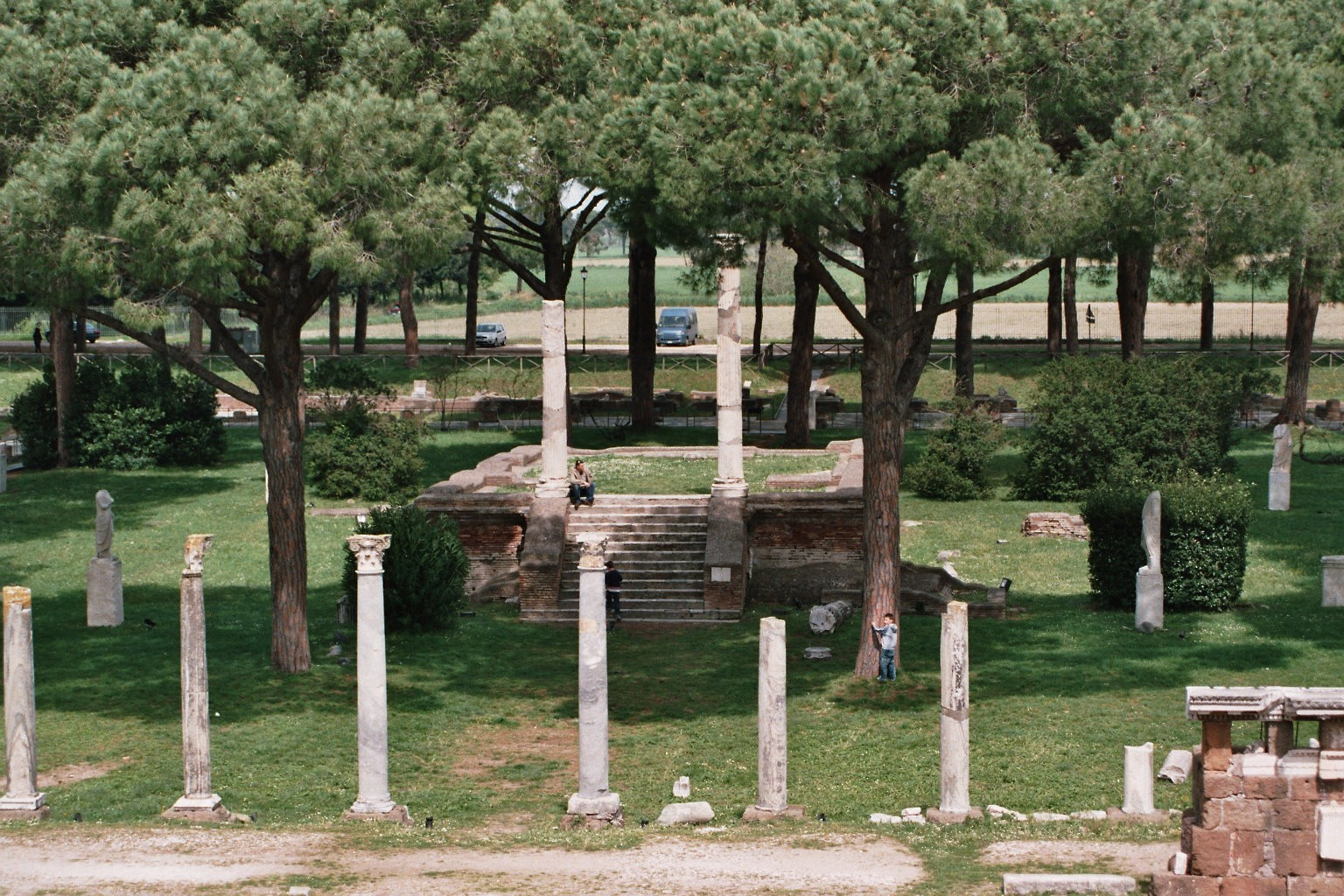
In het midden van het Forum van de Corporaties, waaraan reders hun kantoren hadden, staat het podium van een tempel die misschien aan Ceres of Portunus was gewijd.

Na de verovering van Veii in 396 v.Chr. stichtten de Romeinen een vesting (castrum) van 194 x 125,70 m. op de plaats van het huidige forum van Ostia, die versterkt was met tufstenen muren. Vroeger dateerde men de oprichting van dit castrum tussen 380 en 340 v.Chr., maar archeologische vondsten en historische argumenten maken het waarschijnlijker dat het tussen 300 en 275 v.Chr. werd gebouwd, waarschijnlijk omdat Ostia de militaire haven was geworden van Rome. Een van de magistraten voor de Romeinse vloot werd in 267 v.Chr. gestationeerd te Ostia, de quaestor Ostiensis. De bevolking werd vrijgesteld van militaire-dienstplicht om de haven draaiend te houden.
In de tweede eeuw werd Ostia vooral een handelshaven. In 87 v.Chr. werd het tijdens de burgeroorlog tussen Marius en Sulla bezet en geplunderd door Marius. In 69/68 v.Chr. werd de stad nogmaals geplunderd door piraten. Waarschijnlijk om deze reden werd er in 63 v.Chr. door Marcus Tullius Cicero begonnen met de bouw van nieuwe muren, die werden voltooid in 58 v.Chr. door Publius Clodius Pulcher. In de eerste eeuw v.Chr. kreeg Ostia, dat tot dan toe vanuit Rome werd bestuurd, zijn eigen bestuur. Overigens is het onduidelijk of Ostia al een colonia was. Een aantal schrijvers meldt dat Ancus Martius Ostia als colonia stichtte, maar het zou dan wel gek zijn dat het vanuit Rome werd bestuurd. Mogelijk werd het dus eigenlijk pas in de eerste eeuw v.Chr. een colonia.
In het begin van de keizertijd werd Ostia langzaam verfraaid. Marcus Vipsanius Agrippa liet in 18-12 v.Chr. een theater bouwen voor 3000 toeschouwers, dat versierd was met marmer, wat nog zeer uitzonderlijk was in die tijd. In de tijd van Augustus werd een aquaduct aangelegd en werden twee tempels aan de noordkant van het forum gebouwd, mogelijk een tempel voor Jupiter en een Capitolium. In de tijd van Vespasianus kreeg de stadsmuur de functie van aquaduct dat water naar de zuidelijke helft van de stad vervoerde. Aan het eind van de eerste eeuw bouwde de Joodse gemeenschap een synagoge.
Zijn hoogtepunt beleefde Ostia in de tweede eeuw na Christus toen er onder de keizers Trajanus, Hadrianus en Antoninus Pius veel nieuwbouw werd gepleegd. Daarbij werd er over oudere gebouwen heen gebouwd, waardoor we weinig weten over de oude bebouwing van Ostia. Al sinds het eind van de eerste eeuw, in de tijd van Domitianus, werd het grondniveau daarbij een meter verhoogd, mogelijk in verband met overstromingen. In de tweede eeuw telde de stad 50.000 inwoners, van wie er 17.000 slaaf waren. Aan het einde van de tweede eeuw liet keizer Commodus het theater uitbreiden. Deze bloeitijd duurde tot in het begin van de derde eeuw. Geleidelijk verloor Ostia aan belang door de opkomst van Portus, een stadje dat was ontstaan aan de drie kilometer ten noorden van Ostia nieuwe gegraven havens (zie onder: De haven van Ostia).

### Latere geschiedenis

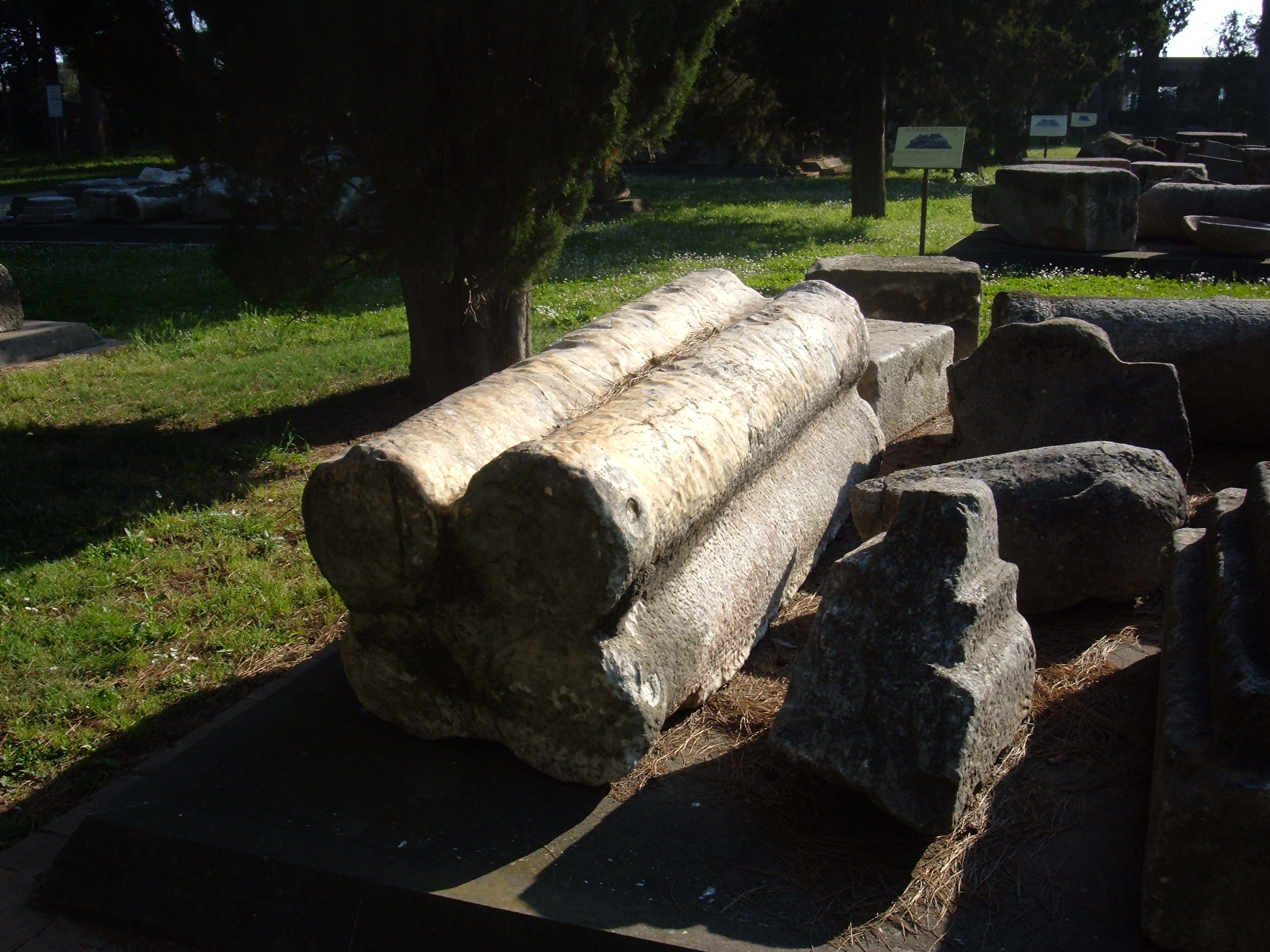
Ruwe zuilen, klaar voor productie

Tussen de vijfde en de achtste eeuw werd Ostia langzaam verlaten, omdat de stad in verval raakte. Het antieke Ostia werd nog wel gebruikt als vindplaats voor bouwmateriaal; marmeren platen, beeldhouwwerken en zuilen. In de negende eeuw stichtte paus Gregorius IV (827-844) het naar hem genoemde Gregoriopolis op de plaats van het huidige plaatsje Ostia Antica, ongeveer één kilometer ten oosten van het antieke Ostia. In de vijftiende eeuw werd hier een vestingtoren gebouwd, en onder paus Sixtus IV liet diens neef Giuliano della Rovere (de latere paus Julius II) door Baccio Pontelli het fort bouwen (1483-1486) dat nu nog te bezoeken is.
Nadat schatzoekers het antieke Ostia in de achttiende eeuw geplunderd hadden, werd dat in 1801 door paus Pius VII verboden. Deze begon ook met de opgravingen. Omvangrijkere opgravingen en de eerste restauraties vonden plaats vanaf 1855 onder paus Pius IX. Deze liet ook in 1865 het museum oprichten in een veertiende-eeuws gebouwtje dat eerder als zoutopslag was gebruikt. Verdere restauraties en wetenschappelijke opgravingen begonnen in 1909 onder leiding van Dante Vaglieri. In de twintigste eeuw en vooral vanaf 1938 onder Mussolini vonden grootschalige opgravingen plaats. Inmiddels is ongeveer twee derde van de stad blootgelegd.

## De haven van Ostia
Zeeschepen roeiden tot ver in de vierde eeuw v.Chr. vaak de Tiber op om aan te leggen in de haven in Rome zelf, de Navalia. Vanaf ca. 300 v.Chr. echter werd de functie van zeehaven van Rome overgenomen door Ostia. Het was aanvankelijk niet alleen een handelshaven, maar ook een marinehaven blijkens het feit dat in 267 v.Chr. een speciale magistraat voor de vloot in Ostia werd gestationeerd. De lading van de zeeschepen werd in Ostia overgeslagen en met rivierschepen verder over de Tiber naar Rome getransporteerd. Oorspronkelijk waren er in Ostia alleen aanlegplaatsen aan de oevers van de Tiber. Grote zeeschepen konden daar echter niet komen en moesten voor de kust voor anker gaan om daar gelost te worden met kleine rivierschepen.
Onder keizer Claudius werd begonnen met de aanleg van een aparte zeehaven, aan de kust ca. drie kilometer ten noorden van Ostia. De aanleg van de Portus (‘haven’) duurde van 42 tot 64. Het was een min of meer ronde haven met een oppervlakte van ca. 80 hectare en een diepte van vier tot vijf meter. Er was ruimte voor ca. 250 schepen en de haven was door middel van twee kanalen verbonden met de Tiber. Pieren van honderden meters lang zorgden voor beschutting aan de zeekant, en op het einde van de linkerpier stond een vuurtoren van 50 m. hoog.
In de jaren 100-112 liet keizer Trajanus een nieuwe zeshoekige haven aanleggen achter de haven van Claudius, meer landinwaarts en beter beschut. Ieder van de zes zijden was ongeveer 358 m. lang en de haven had ruimte voor 350 à 400 schepen, die niet langszij aanlegden maar loodrecht op de kade. Trajanus liet de twee kanalen van de haven van Claudius vervangen door één groot kanaal, de Fossa Traiani. Langzamerhand ontstond er bij deze zeehavens een aparte stad, Portus Ostiae ('haven van Ostia'), met baden, een theater en tempels. In de tijd van keizer Constantijn de Grote kreeg deze stad de status van municipium en werd de naam veranderd in Portus Romae ('haven van Rome'). Op het eiland dat was ontstaan tussen de zee, de Tiber en het kanaal van Trajanus, in de Middeleeuwen Isola Sacra ('Het heilige eiland') genoemd, lag een grote begraafplaats (voor een deel blootgelegd en te bezoeken).
Vanaf Ostia en Portus werd de lading van de zeeschepen – vooral graan, maar ook allerlei andere producten – naar Rome vervoerd. Dit gebeurde soms over de weg, maar vooral over de Tiber. Voor het vervoer over de bochtige Tiber werd gebruikgemaakt van trekschuiten, die werden voortgetrokken door ossen vanaf een jaagpad langs de Tiber. De bestemming was het Emporium, het havenkwartier van Rome.

## Bouwwerken in Ostia

### Stadsmuur en poorten
In 63 v.Chr. werden stadsmuren aangelegd. Deze werden niet door Sulla aangelegd (zoals vaak te lezen is), maar de bouw werd door Cicero begonnen toen hij consul was in 63 v.Chr., en voltooid door P. Clodius Pulcher in 58 v.Chr.. De muur was ruim 2100 m. lang, en liep langs de oost-, de zuid- en de westkant van de stad. Aan de kant van de Tiber was de stad waarschijnlijk niet door een muur beschermd. Er waren drie stadspoorten in de muur, de Porta Romana, waar de Via Ostiensis in de richting van Rome begon, de Porta Laurentina, waarvandaan een weg naar de plaats Laurentum liep, en de Porta Marina, de poort aan de kant van de zee. In de muur bevonden zich enkele torens. In de keizertijd was de bescherming van de muur niet meer nodig en werden er gebouwen buiten de muur en zelfs op de muur gebouwd. In de tijd van Vespasianus werd de muur veranderd in een aquaduct. Er is nu nog maar heel weinig van over.

### Het Forum
Het rechthoekige forum van Ostia bevindt zich op de kruising van de twee hoofdstraten, de decumanus maximus en de cardo maximus, op de plaats waar zich oorspronkelijk het castrum bevond. Aan de zuidkant van het forum stond de tempel voor Roma en Augustus, die in de tijd van Tiberius (14-37 n.Chr.) was gebouwd. Fragmenten van de rijke versiering zijn bevestigd aan een moderne muur. In zijn bewaard gebleven vorm stamt het forum uit de tijd van Hadrianus. Oudere gebouwen werden gesloopt om ruimte te maken. Het rechthoekige plein was omgeven door een zuilengalerij. Aan de noordkant werd het Capitolium, de tempel voor de Capitolijnse trias, aangelegd. Dit meet 35 x 15,5 meter. Het staat op een enorm podium en is in zijn huidige toestand meer dan 17 m. hoog. Van de rijke marmeren versiering is nu niet veel meer over. Aan de westkant van het forum staan een basilica en de curia, het gebouw van de gemeenteraad.

### Bedrijvigheid
Typerend voor Ostia als overslaghaven is de aanwezigheid van een groot aantal complexen van horrea, pakhuizen. Deze dienden vooral voor de opslag van graan. Alleen al de begane grond van de Grote Horrea kon ca. 6.500 ton graan bevatten, genoeg om zo'n 15.000 mensen een jaar van graan te voorzien. In de tijd van keizer Septimius Severus zou er in Ostia een voorraad van zeven jaar zijn aangehouden (Hist. Aug., Sept. Sev. 32,2). Maar ook andere waren werden wel opgeslagen, zoals blijkt uit de aanwezigheid van dolia, grote aardewerken vaten voor de opslag van olie of wijn, in de Horrea van Artemis. De pakhuizen hadden doorgaans een binnenhof waaraan een groot aantal opslagvertrekken lagen. Soms was de vloer van de vertrekken verhoogd om er lucht onder te laten, zodat de opgeslagen waar niet vochtig werd. Het best bewaarde voorbeeld zijn de Horrea Epagathiana et Epafroditiana, waarvan de monumentale gevel met de inscriptie die de Griekse namen van de eigenaren Epagathus en Epafroditus meldt, bewaard is gebleven.

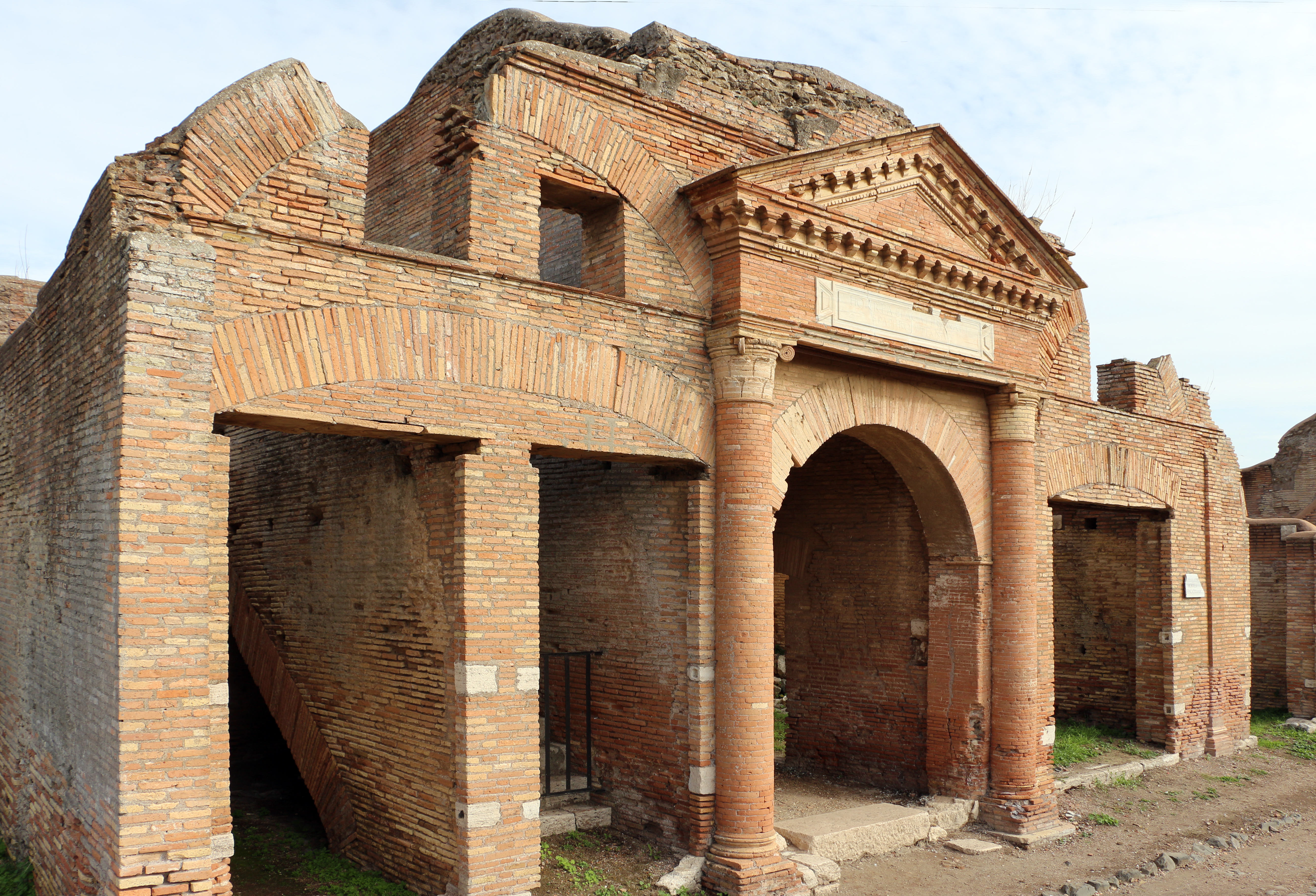
Voorkant van een pakhuis, de Horrea Epagathiana et Epafroditiana

Het administratieve centrum voor de scheepvaart vormde het Forum van de Corporaties (Ital. Piazzale delle Corporazioni), dat in de tijd van keizer Claudius werd aangelegd naast het theater. Aan een rechthoekige portico met twee rijen Dorische zuilen lagen 50 kantoren (stationes) van scheepseigenaren (navicularii). Gelijktijdig met de uitbreiding van het theater in 196 werd de vloer 40 cm verhoogd en werd het aantal kantoren uitgebreid tot 64. In de portico zijn vóór ieder kantoor zwart-wit mozaïeken te zien die met tekst en afbeeldingen aangeven op welke stad de betreffende reder vaart. Veel afbeeldingen laten kenmerkende vuurtorens en vrachtschepen zien. Ter versiering zijn er vaak dolfijnen. Ook zijn er afbeeldingen van dieren als olifanten, wilde zwijnen en herten bij scheepseigenaren die kennelijk gespecialiseerd waren in het vervoer van dieren voor het amfitheater. Op de mozaïekvloeren zijn ook de mensores te zien die de tonnen met graan vullen; de afstrijkstok zorgde voor de goede inhoud.
Voor het vervoer tussen Ostia en Rome werd niet alleen van de rivier gebruikgemaakt, maar ook van wagens. Er was een grote groep cisiarii (koetsiers) actief die het vervoer van personen en goederen tussen Ostia en Rome verzorgden. Hun wagens stonden waarschijnlijk op het plein voor de Porta Romana, waaraan ook de Thermen van de Cisiarii lagen, die een groot mozaïek bevatten waarop de activiteiten van de koetsiers zijn afgebeeld. Voor het vervoer van personen werd vooral gebruikgemaakt van de tweewielige cisium en voor dat van goederen van de vierwielige carruca.
Vele andere bedrijven waren op Ostia zelf gericht. In de buurt van het forum was een Macellum (vleeshal) met ernaast twee Winkels van vishandelaren, die marmeren tafels hadden en bassins waarin vissen levend bewaard konden worden. Voor het dagelijks voedsel waren er ook de bakkerijen, herkenbaar aan de maalstenen en ovens. In Ostia waren voor een havenstad opvallend weinig thermopolia (snackbars). Een goed bewaard voorbeeld is echter het Thermopolium in de Via della Casa di Diana. Het heeft een marmeren toonbank aan straat, een fresco met etenswaren en er is een dolium, een groot vat dat grotendeels is ingegraven en als koelkast diende. In Ostia waren zeker zes vollerswerkplaatsen (fullonicae), waar ruwe wol met behulp van urine en vollersaarde tot stoffen werd bewerkt. De werkplaatsen hebben bassins waarin de verschillende bewerkingen plaatsvonden. De kleine Fullonica del Cardo en de grotere Fullonica su Via degli Augustali zijn de best bewaarde.
De beroepsbeoefenaren in Ostia waren grotendeels georganiseerd in collegia (gilden). Tot nu toe zijn er ruim 40 gilden geïdentificeerd. Zij hadden vaak een schola (gildehuis) waarin ze gezamenlijke maaltijden en religieuze plechtigheden hielden. In Ostia zijn de Schola del Traiano en de schola van de stuppatores (touwslagers), vlak bij het forum, als gildehuizen geïdentificeerd.
Een aparte beroepsgroep vormde ook de brandweerlieden (vigiles). Zij hadden dicht bij de Porta Romana een grote kazerne (Ital. Caserma dei Vigili), die oorspronkelijk aan het eind van de eerste eeuw werd aangelegd, maar in 132 werd herbouwd. Rondom een grote binnenhof (21 x 40 m.) met zuilengalerij lagen twee verdiepingen met vertrekken voor de brandweerlieden. In 207 werd een heiligdom voor de keizercultus aan de binnenhof aangelegd. Uit hetzelfde jaar stammen inscripties waaruit blijkt hoeveel brandweerlieden er waren. Het aantal werd namelijk verdubbeld van 320 tot 640 voor Ostia en Portus, waarvan de helft in Ostia was gevestigd.

### Huizen

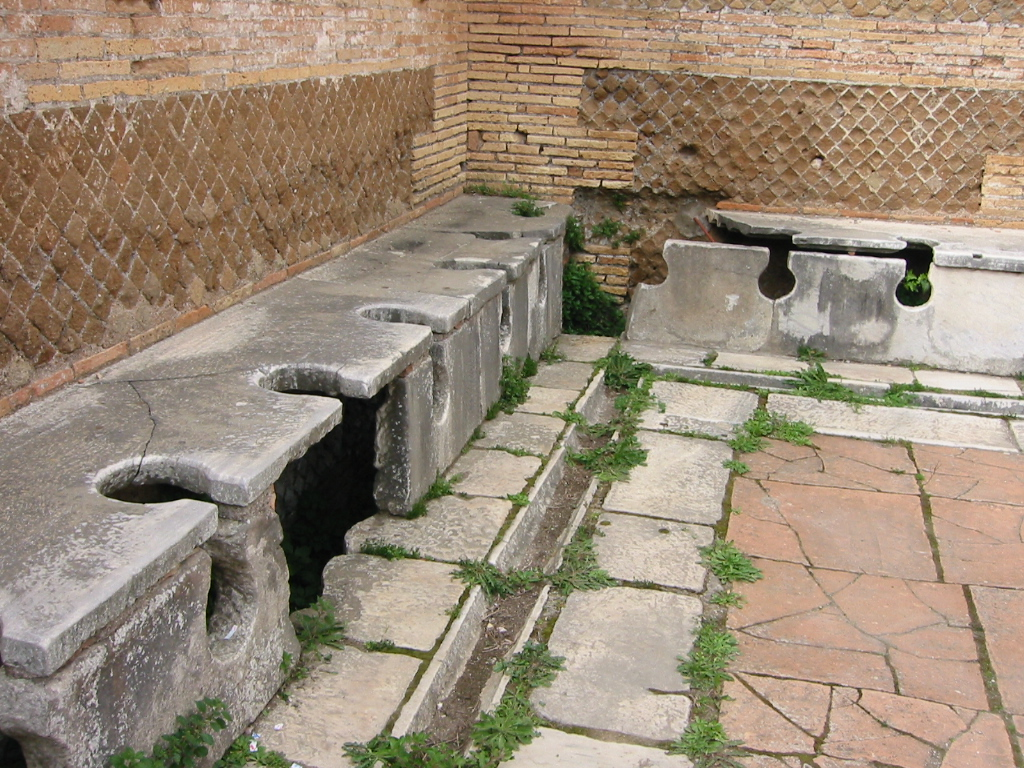
Openbare latrines.

Tot in de eerste eeuw was de domus met een atrium en peristylium (bekend uit Pompeï en Herculaneum) het meest voorkomende huizentype in Ostia. Maar van deze huizen is vrijwel niets meer over, omdat ze vanaf de eerste eeuw werden overbouwd met nieuwbouw. Verreweg de meeste inwoners van Ostia huurden vanaf de eerste eeuw een appartement in een insula, een flatgebouw. Deze insulae waren tot vier verdiepingen hoog. Ze hadden grote ramen aan de straatkant voor de lichtinval. De appartementen in een insula bestonden uit meerdere vertrekken rondom een centraal vertrek (medianum) dat aan de straatkant lag. Meestal waren dit redelijk luxe appartementen met fresco’s en vloermozaïeken. Een eigen latrine maakte vaak deel uit van zo'n appartement. Een goed voorbeeld is het Huis van Diana, waarvan nog twee verdiepingen overeind staan. Na een restauratie van negen jaar werd in september 2008 een complex van vier huizen in het westelijke deel van de stad opengesteld met goed bewaarde fresco's uit de tweede en derde eeuw; het Huis van Lucceia Primitiva, het Huis van de Muzen, het Huis van de Beschilderde Gewelven en het Huis van de Gele Muren.
Voor de rijken was er de domus, die waarschijnlijk altijd privébezit was. Hiervan zijn er in totaal 22 bewaard. Ze hadden vanaf de eerste eeuw niet meer een atrium en peristylium als ruimtes waar de vertrekken omheen lagen, maar een binnenhof met zuilengang eromheen vormde de centrale ruimte. Veel van de bewaard gebleven domus-huizen stammen uit de vierde eeuw, zoals de Domus van Cupido en Psyche, en hebben een rijke versiering met mozaïeken en marmeren ornamenten.

### Thermen

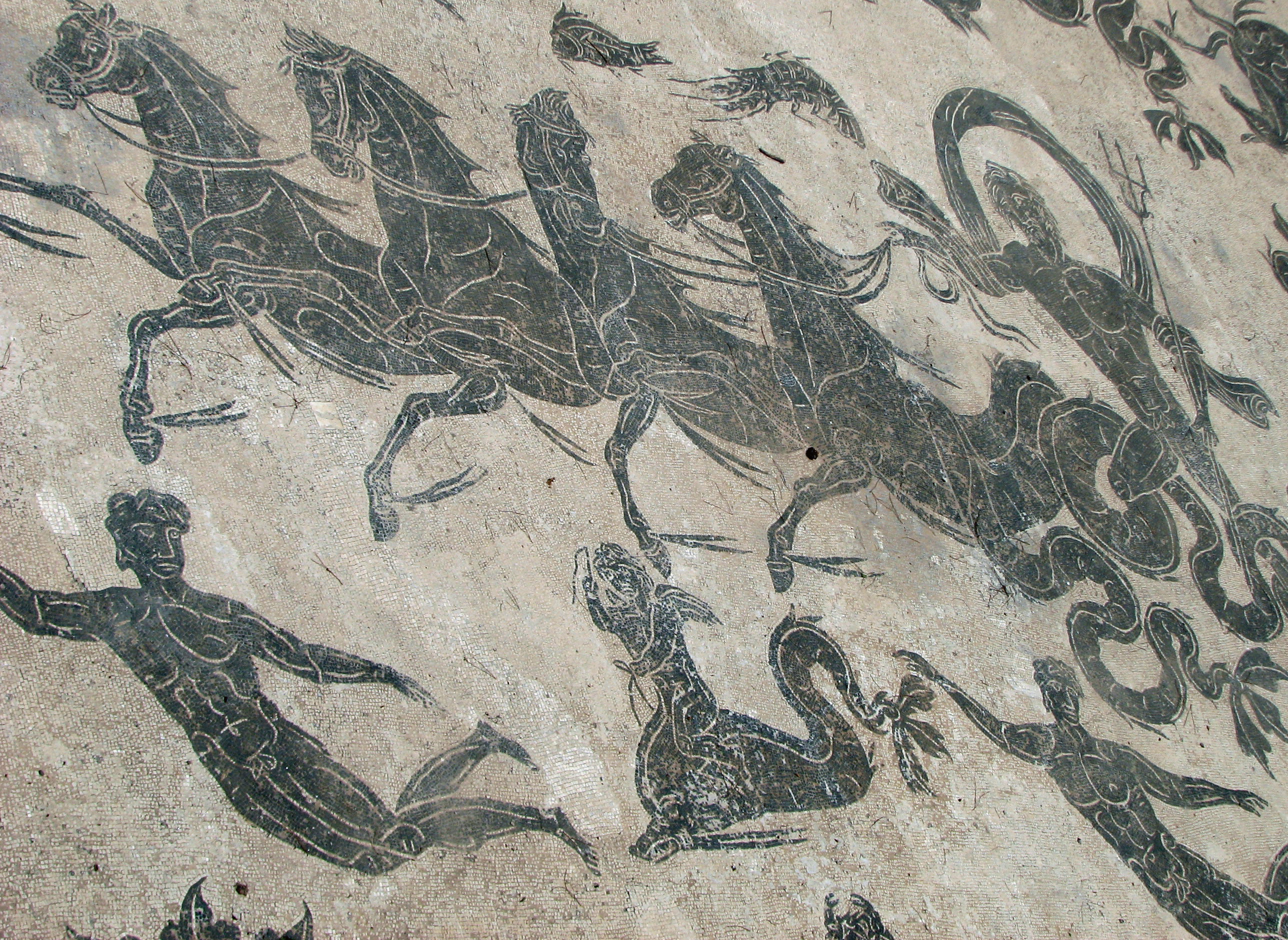
Vloermozaïek met de triomf van Neptunus in de Thermen van Neptunus

In Ostia waren ten minste 18 complexen van thermen (badhuizen). Het grootst waren de tweede-eeuwse Forumthermen. De rijk versierde badvertrekken, waaronder ook een ovaal laconicum (stoombad), grensden aan een sportveld dat door een zuilengalerij was omgeven. Het gebruikte water diende als spoelwater voor de Forica (latrine) met 20 zitplaatsen, die door een smalle straat van de Forumbaden was gescheiden. De Thermen van Neptunus zijn het bekendst vanwege hun rijke versiering van zwart-witte vloermozaïeken. Dit complex stamt uit de tijd van Hadrianus en Antoninus Pius, en heeft restauraties uit de tijd van Marcus Aurelius. In de hoofdzaal ligt een mozaïek van 18 x 12 m. met de triomf van Neptunus. De zeegod is afgebeeld achter vier zeepaarden en met een gevolg van zeemonsters, nereïden en tritonen. Zijn vrouw Amphitrite vormt het middelpunt van een iets kleiner mozaïek in een aangrenzende zaal. Een sportveld omgeven door een zuilengalerij maakte ook deel uit van dit complex. Ook andere baden hebben bijzondere mozaïeken. Zo hebben de buiten de Porta Marina gelegen Thermen van Marciana een ruimte (de kleedruimte?) met een zwart-wit mozaïek met afbeeldingen van allerlei atleten, en in het frigidarium van de Thermen van de cisiarii (waarschijnlijk eigendom van het gilde van de cisiarii, voerlui) ligt een zwart-wit mozaïek van 8.70 m. in het vierkant dat de activiteiten van de voerlui laat zien. De Thermen van de Zeven Wijzen hebben een grote ronde hal met een meerkleurig mozaïek met jachtscènes. De baden zijn zo genoemd naar fresco’s van vier van de Zeven Wijzen die in nogal platte taal tips geven voor een goede stoelgang.

### Theater

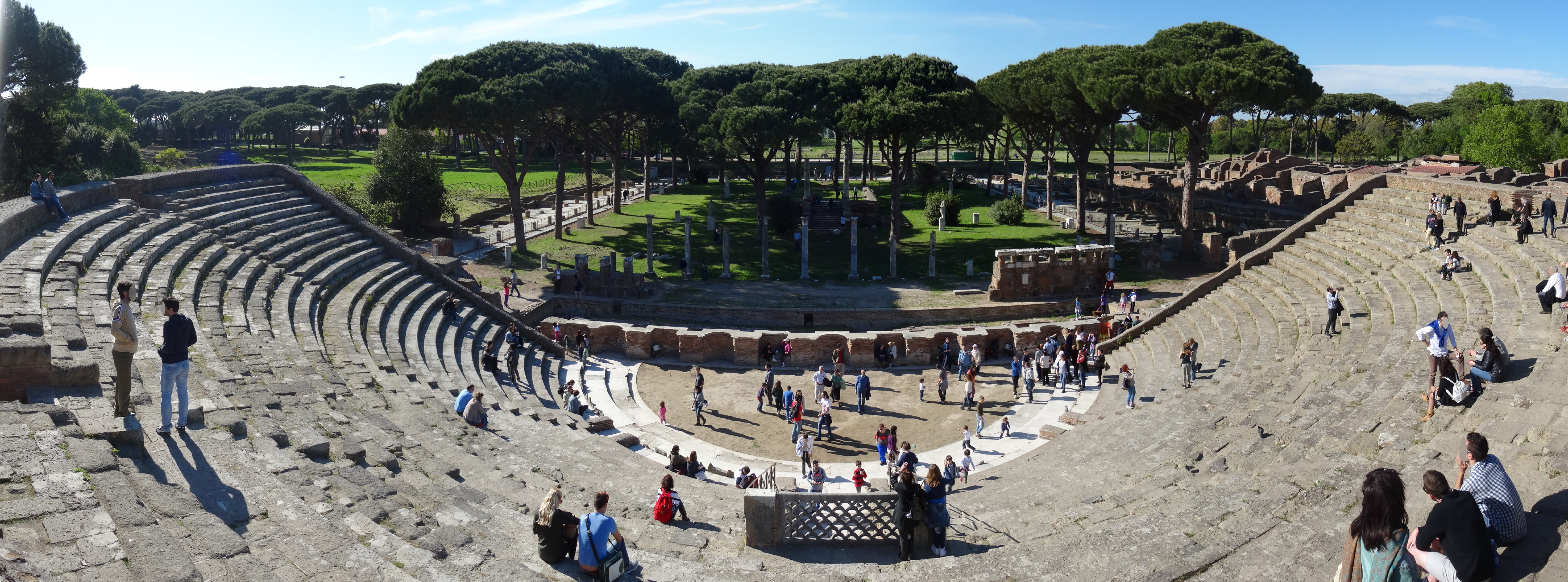
Theater van Ostia

Marcus Agrippa liet in 18-12 v.Chr. een theater bouwen langs de Via Decumana dat plaats bood aan 3000 toeschouwers. Het was gebouwd in netvormig metselwerk (opus reticulatum) en van blokken tufsteen. Het werd uitgebreid in de tijd van de keizers Septimius Severus en Caracalla, zoals een grote inscriptie vermeldt. Het bouwmateriaal was toen baksteen. Tussen de bakstenen bogen aan de straatkant bevonden zich 16 winkeltjes. Het publiek kon via drie ingangen, in het midden en aan de zijkanten, de cavea bereiken. De cavea had drie niveaus, waarvan er twee bewaard zijn gebleven. De scaenae frons (achterwand) was net zo hoog als de rest van het theater, maar daar is nu vrijwel niets meer van over. Alleen drie marmeren theatermaskers van de versiering resteren. Het theater werd gebruikt voor theatervoorstellingen, maar wellicht vonden er ook weleens gladiatorengevechten plaats, omdat Ostia geen amfitheater had. Na een verbouwing aan het eind van de vierde eeuw was het mogelijk de orchestra onder te laten lopen voor voorstellingen met water (maar geen zeeslagen).

### Tempels en andere religieuze gebouwen
Ostia kende als kosmopolitische havenplaats een grote variëteit aan religies. Enkele van de oudste tempels liggen aan de Via della foce op een heilig terrein uit de republikeinse tijd; een Herculestempel en twee kleine tempels waarvan de bestemming niet bekend is. Van de tempels resteren de podia en delen van de cellamuren. De tempel van Hercules meet 31 x 16 m. en werd gebouwd in de periode 125-50 v.Chr.. Erin staat een standbeeld van C. Cartilius Poplicola, een vooraanstaande inwoner uit de eerste eeuw v.Chr., die idealiserend en naakt is afgebeeld.

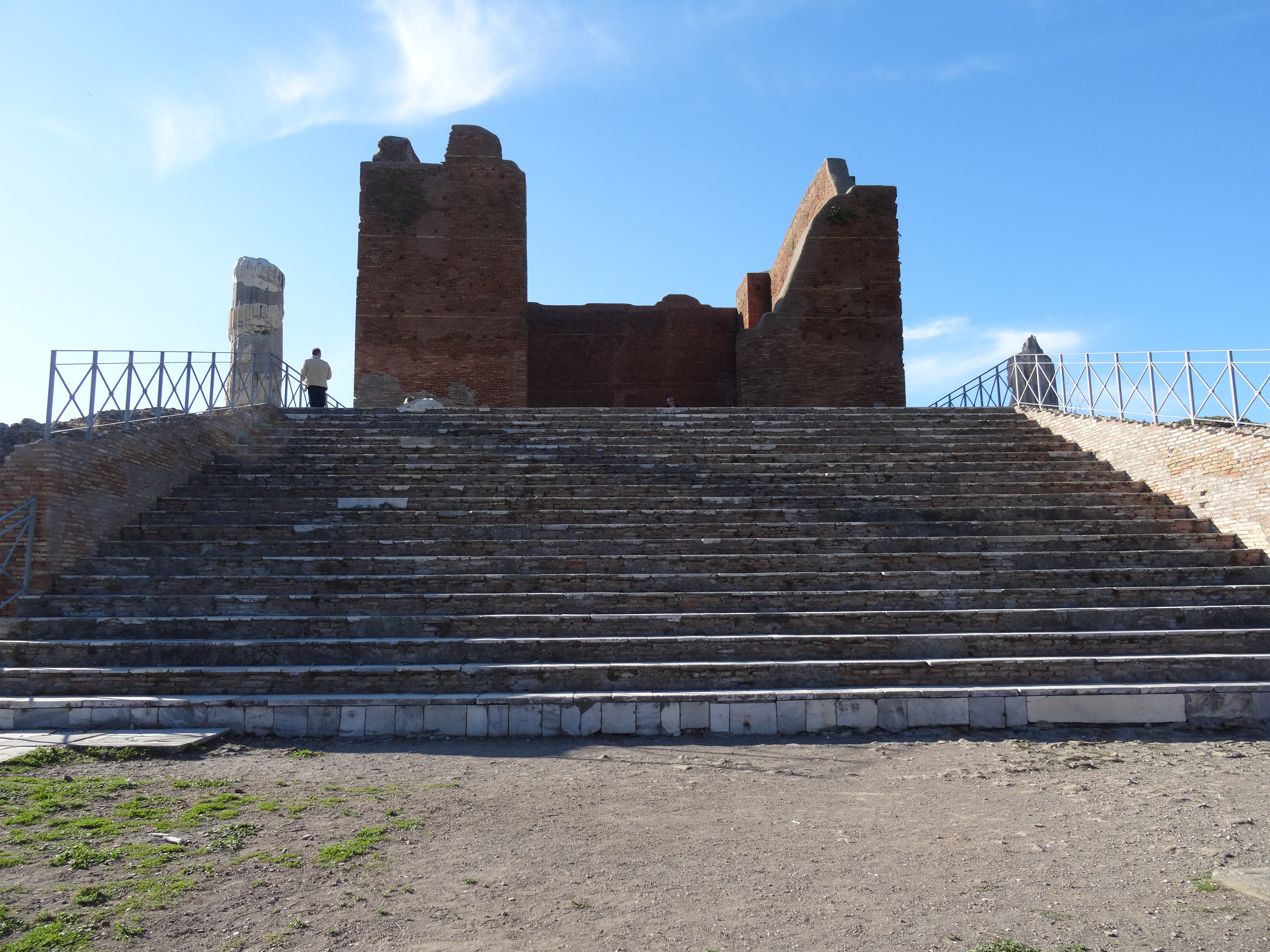
Het Capitolium, de tempel voor Jupiter, Juno en Minerva, domineert het Forum van Ostia.

De traditionele godsdienst was dominant op het forum. Aan de zuidkant stond een tempel voor Roma en Augustus, en aan de noordkant stond het enorme Capitolium voor de Capitolijnse trias, op de plaats waar eerder vermoedelijk al een kleiner Capitolium was en een tempel voor Jupiter. Het Forum van de Corporaties was aangelegd rondom een tempel, waarvan men aanneemt dat hij aan de havengod Portunus of de graangodin Ceres was gewijd.
De keizercultus was op meerdere plaatsen vertegenwoordigd. In de kazerne van de brandweer is bijvoorbeeld een augusteum (heiligdom voor de keizer) te vinden dat in 207 in de kazerne werd aangelegd. Er staan nog verschillende bases van keizerbeelden met inscripties en er is een zwart-wit mozaïek met een offerscène. Ook de zogenaamde Ronde tempel, iets ten westen van het forum gelegen, was waarschijnlijk aan de keizercultus gewijd. Bij de opgravingen werden talloze beelden en portretten van leden van de keizerfamilies gevonden. De tempel stamt uit de derde eeuw en is als het ware een kleine uitvoering van het Pantheon in Rome. Hij had een grote rechthoekige voorhof van 41 x 35 m. en had zelf een diameter van 18,30 meter. Acht zuilen langs de zijkanten droegen de koepel en de muren waren 2 m. dik.
Opmerkelijk is het grote aantal mithraea (heiligdommen voor Mithras) in Ostia. Tot nu toe zijn er achttien gelokaliseerd. Ze hebben alle dezelfde vorm: een smalle langwerpige ruimte met banken langs de lange kanten waarop de ingewijden aanlagen. De cultusruimtes bootsten de grotten in Perzië na waarin Mithras oorspronkelijk werd vereerd. Achterin stond een altaar en een afbeelding van Mithras die de stier doodt. Diverse symbolen die verband houden met de zeven verschillende stadia van inwijding, zijn vaak afgebeeld in mozaïeken. Een van de best bewaarde is het Mithraeum van de zeven sferen (iets ten westen van het theater). In het museum is een beeldengroep te zien van Mithras die de stier doodt afkomstig uit de Baden van Mithras.
Aan de zuidkant van de stad lag bij de Porta Laurentina een driehoekig cultusterrein, de Campus van de Magna Mater, waar sinds het einde van de tweede eeuw vooral oosterse goden werden vereerd. Van de tempel van Magna Mater (‘Grote Moeder’) zelf is niet veel meer dan het podium bewaard; beter bewaard is het kleine heiligdom voor Attis, waarvoor twee standbeelden staan van Telamonen in de gedaante van Pan.
Aan de westkant van de stad was een kleine tempel voor de Egyptische god Serapis die tussen 123 en 126 is opgericht. Een grote marmeren inscriptie met de tekst IOVI SERAPI<di> (voor Jupiter Serapis) hing vermoedelijk boven de ingang.
Buiten de stadsmuren, tussen de Porta Marina en het strand, werd in de eerste eeuw n.Chr. een Synagoge gebouwd, die dikwijls is herbouwd. In de grote hal stonden twee zuilen die uitspringingen hadden die de zevenarmige kandelaren voorstelden. In een aangrenzend vertrek was een oven waar waarschijnlijk het ongedesemde brood werd gebakken.
Aan de Decumanus maximus ten westen van het forum werd in de vierde of vijfde eeuw een christelijke basilica gebouwd met gebruikmaking van oudere gebouwen. Het gebouw heeft twee beuken die eindigen in apsiden. Het linkerschip heeft een halfronde nis met waterbassin, waarvan sommigen denken dat hij voor de doop diende. Op de architraaf is een wat onduidelijke inscriptie aangebracht waarin de namen van de vier paradijsrivieren voorkomen. Er is wel gedacht dat dit de kerk van Petrus, Paulus en Johannes de doper moet zijn die volgens de Liber Pontificalis door Constantijn in de vierde eeuw aan Ostia werd geschonken, maar waarschijnlijker is het een christelijk gebouw met een andere functie, misschien een school voor catechese of een gastenverblijf voor pelgrims.

### Necropolis bij de Porta Romana

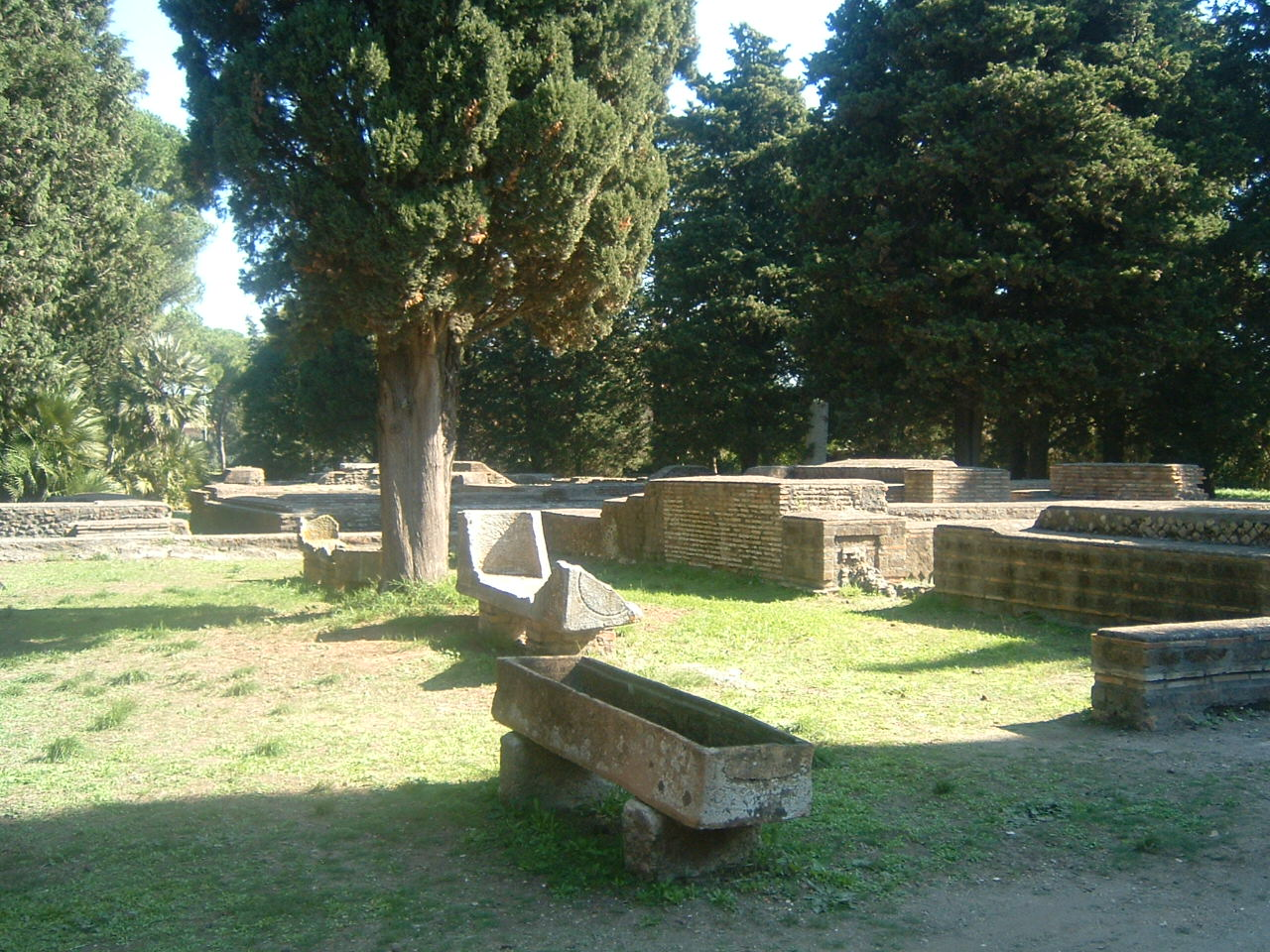
Sarcofagen op de necropolis buiten de Porta Romana

De necropolis (begraafplaats) van Ostia lag direct buiten de Porta Romana. De bezoeker van het archeologische park komt hier als eerste. De necropolis bestaat voornamelijk uit columbaria, gezamenlijke graven die bestaan uit muren met nissen waarin urnen hebben gestaan. Hier en daar zijn fragmenten van marmeren of terracotta sarcofagen, maar de necropolis is in de loop der eeuwen door grafrovers flink geplunderd.
Ver buiten de stadspoort werd ook de derde-eeuwse martelares Aurea in de necropolis begraven. Op haar graf verrees een basilica. Deze werd al in de derde eeuw de zetel van een bisschop. In deze kerk werd in 397 ook Monica, de moeder van Augustinus, begraven, nadat ze op doorreis naar Africa in een herberg te Ostia was overleden. Deze christelijke basilica was de voorloper van de vijftiende-eeuwse kerk van Santa Aurea in het moderne plaatsje Ostia Antica.